# 俳句四季大賞
俳句四季大賞（はいくしきたいしょう）は、月刊誌『俳句四季』の出版元である東京四季出版が主催する俳句賞。2001年に設立。前年に日本国内で出版された句集が選考対象で、他社の類似した賞を受賞した句集は原則として除外される。選考委員は第1回から第10回まで有馬朗人、倉田紘文、倉橋羊村、村上護の4名、第11回より齋藤愼爾、仙田洋子、高野ムツオ、星野高士の4名、第21回より井上弘美、岸本尚毅、対馬康子、渡辺誠一郎の4名。2012年からは俳句四季特別賞、2013年からは30句作品の公募による俳句四季新人賞および俳句四季新人奨励賞の選考も行われており、俳句四季大賞と同時に発表されている（選考委員は共通）。

## 受賞者一覧

### 俳句四季大賞
- 第1回（2001年）- 吉野義子 『流氷』、岩淵喜代子 『蛍袋に灯をともす』
- 第2回（2002年）- 後藤比奈夫 『沙羅紅葉』
- 第3回（2003年）- 山上樹実雄 『四時抄』、矢島渚男 『延年』
- 第4回（2004年）- 小原啄葉 『永日』
- 第5回（2005年）- 大石悦子 『耶々』
- 第6回（2006年）- 友岡子郷 『雲の賦』
- 第7回（2007年）- 文挟夫佐恵 『青愛鷹』
- 第8回（2008年）- 今井千鶴子 『過ぎゆく』
- 第9回（2009年）- 綾部仁喜 『沈黙』
- 第10回（2010年） - 神蔵器 『氷輪』、豊田都峰 『土の唄』
- 第11回（2012年） - 宮坂静生 『雛土蔵』 ※2011年度は都合により中止
- 第12回（2013年） - 照井翠 『龍宮』
- 第13回（2014年） - 柿本多映 『仮生』、茨木和生 『薬喰』
- 第14回（2015年） - 渡辺誠一郎 『地祇』
- 第15回（2016年） - 石牟礼道子 『石牟礼道子全句集　泣きなが原』、西村和子 『椅子ひとつ』
- 第16回（2017年） - 高橋睦郎 『十年』
- 第17回（2018年） - 有馬朗人 『黙示』
- 第18回（2019年） - 宇多喜代子 『森へ』
- 第19回（2020年） - 蓬田紀枝子 『黒き蝶』
- 第20回（2021年） - 池田澄子『此処』
- 第21回（2022年） - 遠山陽子『輪舞曲』（『遠山陽子俳句集成』所収）
- 第22回（2023年） - 星野高士『渾沌』
- 第23回（2024年） - 小澤實『澤』

### 俳句四季特別賞
- 第1回（2012年）- 三田きえ子 『藹藹』
- 第2回（2013年）- 前田吐実男 『鎌倉是空』
- 第3回（2015年）- 大牧広 『正眼』
- 第4回（2016年）- 山田貴世『喜神』
- 第5回（2018年）- 秋尾敏『俳句の底力』
- 第6回（2019年）- 大久保白村『花の暦は日々新た』
- 第7回（2020年）- 佐藤文子『火炎樹』
- 第8回（2021年）- 鈴鹿呂仁『真帆の明日へ』
- 第9回（2022年）- 能村研三『神鵜』
- 第10回（2023年）- 河原地英武『栗田やすし俳句鑑賞』
- 第11回（2024年）- 二川茂德『牛歩』

### 俳句四季新人賞
- 第1回（2013年）- 内山かおる 「冬の虫」、嶌田岳人 「ものいふ道具」
- 第2回（2014年）- 鶴岡加苗 「指」
- 第3回（2015年）- 宇志やまと 「絵本開く」
- 第4回（2016年）- 斎藤真里子 「明日は雪」
- 第5回（2017年）- 涼野海音「天へ発つ」
- 第6回（2018年）- 小山玄黙「膝に一花」、板倉ケンタ「胸もと」
- 第7回（2019年）- 吉田篤子「鏡の中」
- 第8回（2020年）- 浅川芳直「雪くるか」、曾根毅「焼身」
- 第9回（2021年）- 織田亮太朗「駐屯地」、倉木はじめ「空箱」
- 第10回（2022年）- 赤松佑紀「ひとひらの羽毛」
- 第11回（2023年）- 犬星星人「水に声」
- 第12回（2024年）- 関灯之介「暗き河」

### 俳句四季新人奨励賞
- 第1回（2014年）- 安里琉太 「海光」
- 第2回（2015年）- 根木夏実 「月光の味」
- 第3回（2017年）- 鈴木加成太「交信」
- 第4回（2021年）- 星野いのり「あかねさす」
- 第5回（2022年）- 菊池　健「ダイヤモンドダスト」、さ青「うつろ舟（うつろぶね）」
- 第6回（2023年）- 内野義悠「夜へ跳ねて」、早田駒斗「磁界」
- 第7回（2024年）- 加藤幸龍「父の筆」、中西亮太「あゐいろどき」